# Terrel Bernard
Terrel Bernard (La Porte, Texas, 7 de mayo de 1999) es un jugador profesional estadounidense de fútbol americano, se desempeña en la posición de linebacker en Buffalo Bills, en la National Football League (NFL).

## Carrera
Fue seleccionado en la tercera ronda en la Reunión Anual de Selección de Jugadores de la NFL de 2022. Hizo su debut profesional con el equipo Buffalo Bills, donde lleva jugando dos temporadas.